# Andrézieux-Bouthéon
Pour les articles homonymes, voir Bouthéon.
Andrézieux-Bouthéon est une commune française située dans le département de la Loire en région Auvergne-Rhône-Alpes, à une dizaine de kilomètres de Saint-Étienne.
Etablie au sud de la région naturelle et historique du Forez, à la confluence du Furan et de la Loire, Andrézieux-Bouthéon est traversée par l'autoroute A72 et accueille l'aéroport de Saint-Étienne-Loire. La commune fait partie de l'arrondissement de Saint-Étienne et de Saint-Étienne Métropole. Selon le recensement de 2022, elle compte 10 312 habitants.
La commune d’Andrézieux-Bouthéon est née de la fusion, en 1965, des anciennes communes d’Andrézieux et de Bouthéon. Andrézieux est historiquement connue pour être le terminus de la première ligne de chemin de fer en France qui assurait le transport du charbon de Saint-Étienne jusqu'au port d'Andrézieux, au bord du fleuve. Bouthéon est quant à elle liée à l'histoire de son château. La ville est aujourd'hui considérée comme un pôle majeur du sud de la plaine du Forez, notamment en raison de ses nombreuses entreprises et équipements de service.

## Géographie

### Localisation et communes limitrophes
La commune d'Andrézieux-Bouthéon se trouve dans le département de la Loire, en région Auvergne-Rhône-Alpes.
Elle se situe au sud de la plaine du Forez, sur la rive droite du fleuve Loire, à 17 km par la route de Saint-Étienne, préfecture du département, et à 20 km au sud-est de Montbrison. La commune fait en outre partie du bassin de vie de Saint-Just-Saint-Rambert.
Les communes les plus proches sont :
Saint-Cyprien (2,3 km), Saint-Just-Saint-Rambert (3,4 km), Bonson (3,5 km), Veauchette (4,0 km), Veauche (4,2 km), La Fouillouse (4,8 km), Saint-Bonnet-les-Oules (5,9 km), Sury-le-Comtal (6,1 km). Trois de ces communes sont sur la rive opposée de la Loire : Bonson, Saint-Cyprien et Veauchette.

### Géologie et relief

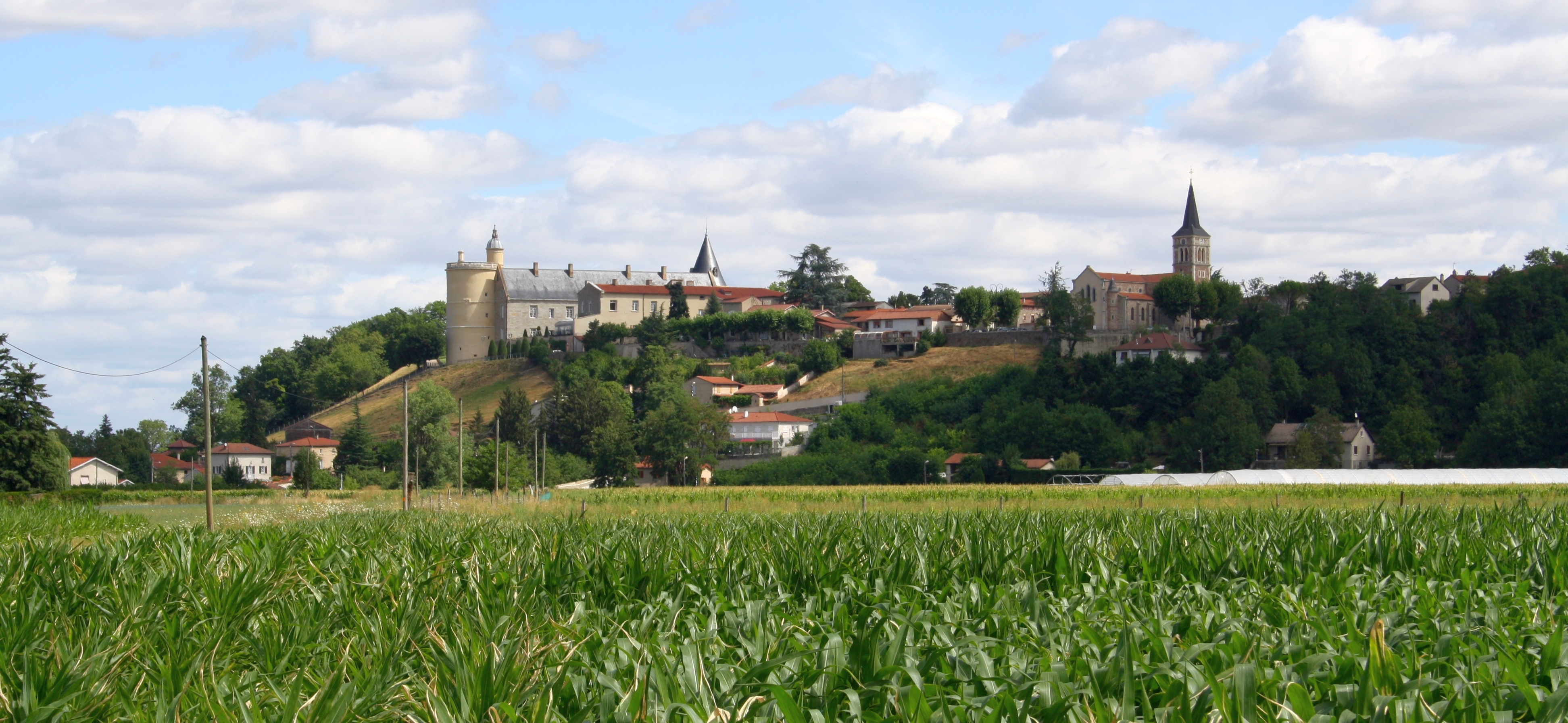
Bouthéon depuis les Chambons.

Située dans la plaine de la Loire, Andrézieux-Bouthéon repose principalement sur des terrasses constituées d'un sous-sol sédimentaire (alluvions et sédiments sablo-argileux).
La superficie de la commune est de 1 628 hectares ; son altitude varie de 353  à   435 mètres. Ce territoire est relativement plat avec, en direction du fleuve, une très légère pente d'est en ouest. Une exception notable : le talus où est implanté le vieux village de Bouthéon et son château surplombe la zone des Chambons et le fleuve Loire.

### Hydrographie
Andrézieux-Bouthéon se trouve sur la rive droite du fleuve Loire qui, en s'écoulant du sud au nord, forme la frontière avec les communes de Bonson, Saint-Cyprien et, enfin, Veauchette. Le barrage de Grangent, situé sur la commune voisine de Saint-Just-Saint-Rambert, permet une régulation partielle du fleuve.
La ville est également traversée sur 2 kilomètres par une rivière aux crues violentes et soudaines : le Furan. Celui-ci se jette dans le fleuve à proximité de la gare d'Andrézieux.

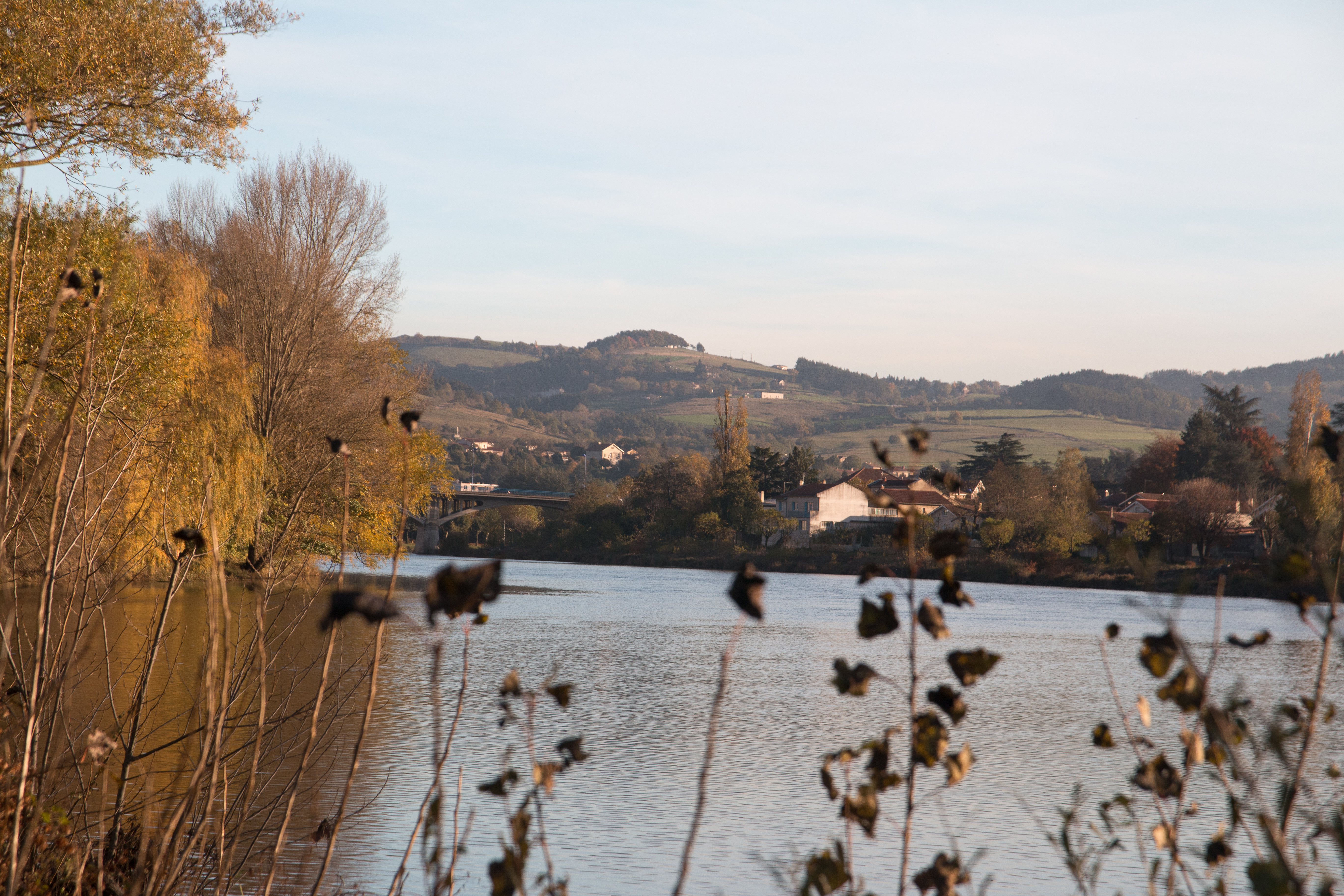
La Loire.
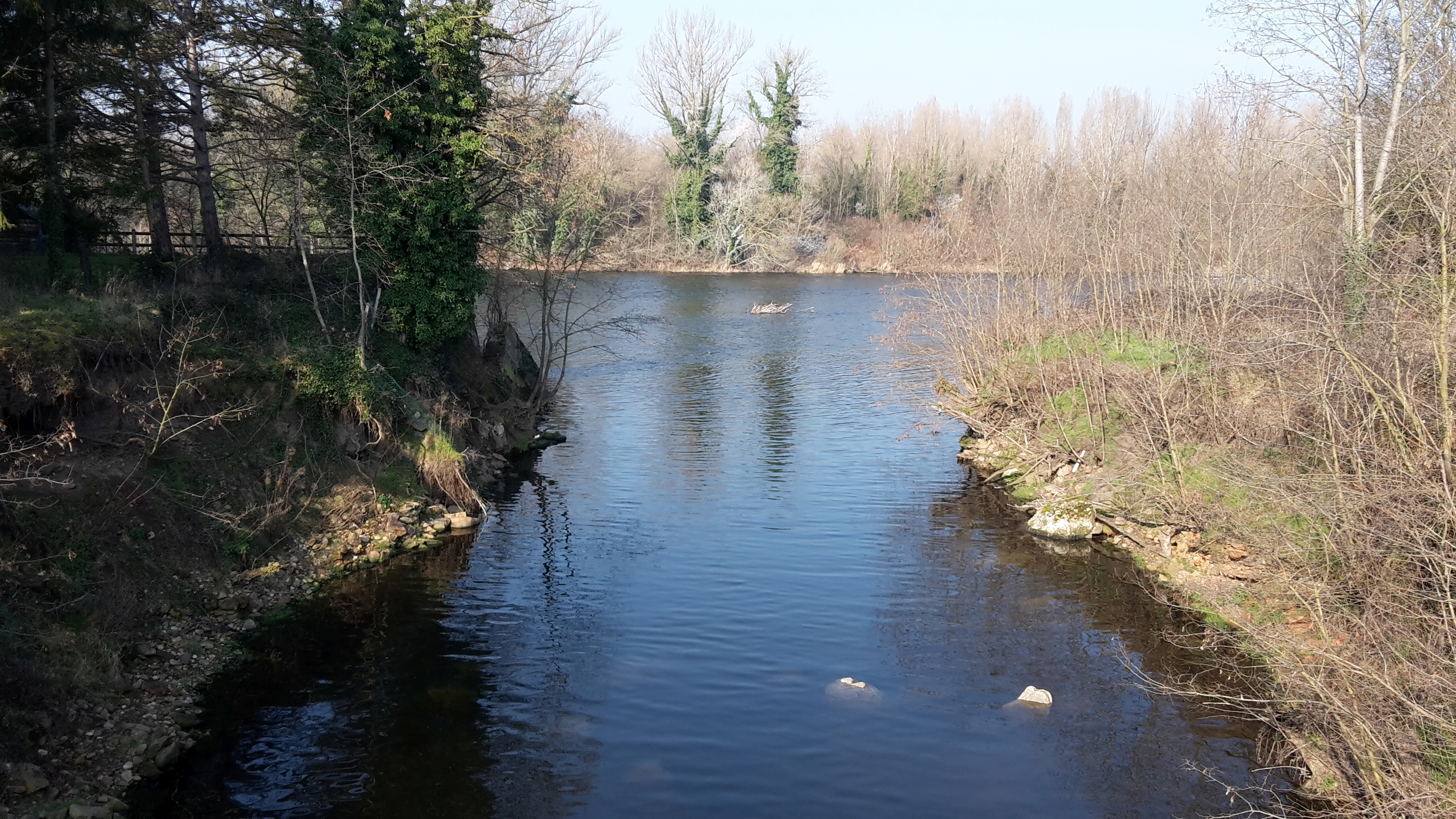
Confluence Furan-Loire.
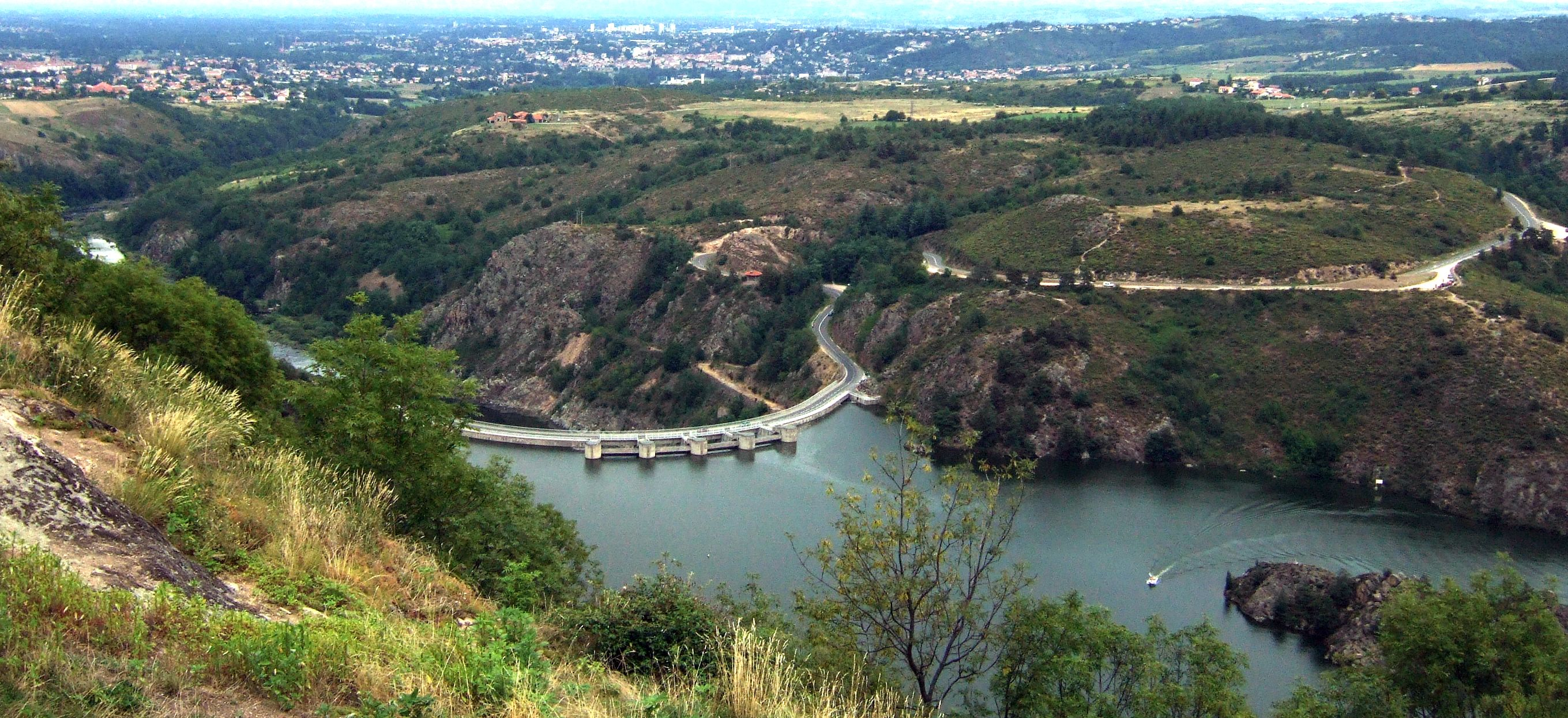
le barrage de Grangent.

### Climat
Pour des articles plus généraux, voir Climat d'Auvergne-Rhône-Alpes et Climat de la Loire.
En 2010, le climat de la commune est de type climat océanique dégradé des plaines du Centre et du Nord, selon une étude du Centre national de la recherche scientifique s'appuyant sur une série de données couvrant la période 1971-2000. En 2020, Météo-France publie une typologie des climats de la France métropolitaine dans laquelle la commune est exposée à un climat de montagne ou de marges de montagne et est dans la région climatique Nord-est du Massif Central, caractérisée par une pluviométrie annuelle de 800 à 1 200 mm, bien répartie dans l’année.
Pour la période 1971-2000, la température annuelle moyenne est de 10,9 °C, avec une amplitude thermique annuelle de 16,9 °C. Le cumul annuel moyen de précipitations est de 685 mm, avec 8,2 jours de précipitations en janvier et 6,6 jours en juillet. Pour la période 1991-2020, la température moyenne annuelle observée sur la station météorologique installée sur la commune est de 11,9 °C et le cumul annuel moyen de précipitations est de 728,3 mm,. Pour l'avenir, les paramètres climatiques de la commune estimés pour 2050 selon différents scénarios d'émission de gaz à effet de serre sont consultables sur un site dédié publié par Météo-France en novembre 2022.
| Mois                                  | jan.             | fév.             | mars             | avril           | mai             | juin            | jui.           | août           | sep.            | oct.            | nov.             | déc.             | année      |
| ------------------------------------- | ---------------- | ---------------- | ---------------- | --------------- | --------------- | --------------- | -------------- | -------------- | --------------- | --------------- | ---------------- | ---------------- | ---------- |
| Température minimale moyenne (°C)     | 0,3              | 0,2              | 2,6              | 5               | 9               | 12,6            | 14,4           | 14,2           | 10,7            | 8,1             | 3,7              | 1,1              | 6,8        |
| Température moyenne (°C)              | 3,8              | 4,5              | 7,8              | 10,7            | 14,6            | 18,5            | 20,7           | 20,6           | 16,4            | 12,7            | 7,6              | 4,6              | 11,9       |
| Température maximale moyenne (°C)     | 7,3              | 8,8              | 13,1             | 16,3            | 20,3            | 24,5            | 26,9           | 26,9           | 22,2            | 17,3            | 11,4             | 8                | 16,9       |
| Record de froid (°C) date du record   | −25,6 04.01.1971 | −22,5 11.02.1956 | −13,9 08.03.1971 | −7,4 08.04.21   | −3,9 01.05.1976 | −0,6 03.06.1962 | 2,9 01.07.1972 | 1,1 26.08.1966 | −2,6 26.09.1972 | −6,2 30.10.1950 | −10,6 26.11.1955 | −18,6 22.12.1963 | −25,6 1971 |
| Record de chaleur (°C) date du record | 20 10.01.15      | 23,2 24.02.1990  | 26,4 25.03.1981  | 28,8 16.04.1949 | 33,7 13.05.15   | 38 27.06.19     | 41,1 07.07.15  | 40,9 24.08.23  | 36 13.09.1987   | 32,4 02.10.23   | 25,2 09.11.1985  | 20,2 25.12.1983  | 41,1 2015  |
| Ensoleillement (h)                    | 814              | 1 086            | 1 623            | 1 862           | 2 137           | 2 407           | 2 751          | 2 591          | 1 932           | 1 347           | 876              | 758              | 20 184     |
| Précipitations (mm)                   | 38,3             | 30,3             | 33,9             | 55              | 81,5            | 80,8            | 77,2           | 72,8           | 70,3            | 76,2            | 73               | 39               | 728,3      |

## Urbanisme

### Typologie
Au 1er janvier 2024, Andrézieux-Bouthéon est catégorisée centre urbain intermédiaire, selon la nouvelle grille communale de densité à sept niveaux définie par l'Insee en 2022.
Elle appartient à l'unité urbaine de Saint-Just-Saint-Rambert, une agglomération intra-départementale regroupant douze  communes, dont elle est ville-centre,,. Par ailleurs la commune fait partie de l'aire d'attraction de Saint-Étienne, dont elle est une commune de la couronne,. Cette aire, qui regroupe 105 communes, est catégorisée dans les aires de 200 000 à moins de 700 000 habitants,.

### Occupation des sols
L'occupation des sols de la commune, telle qu'elle ressort de la base de données européenne d’occupation biophysique des sols Corine Land Cover (CLC), est marquée par l'importance des territoires artificialisés (59,2 % en 2018), en augmentation par rapport à 1990 (39,7 %). La répartition détaillée en 2018 est la suivante :
zones industrielles ou commerciales et réseaux de communication (34,9 %), zones urbanisées (22,3 %), terres arables (15,9 %), zones agricoles hétérogènes (14 %), milieux à végétation arbustive et/ou herbacée (3,1 %), forêts (2,7 %), eaux continentales (2,7 %), prairies (2,4 %), espaces verts artificialisés, non agricoles (2 %). L'évolution de l’occupation des sols de la commune et de ses infrastructures peut être observée sur les différentes représentations cartographiques du territoire : la carte de Cassini (XVIIIe siècle), la carte d'état-major (1820-1866) et les cartes ou photos aériennes de l'IGN pour la période actuelle (1950 à aujourd'hui).

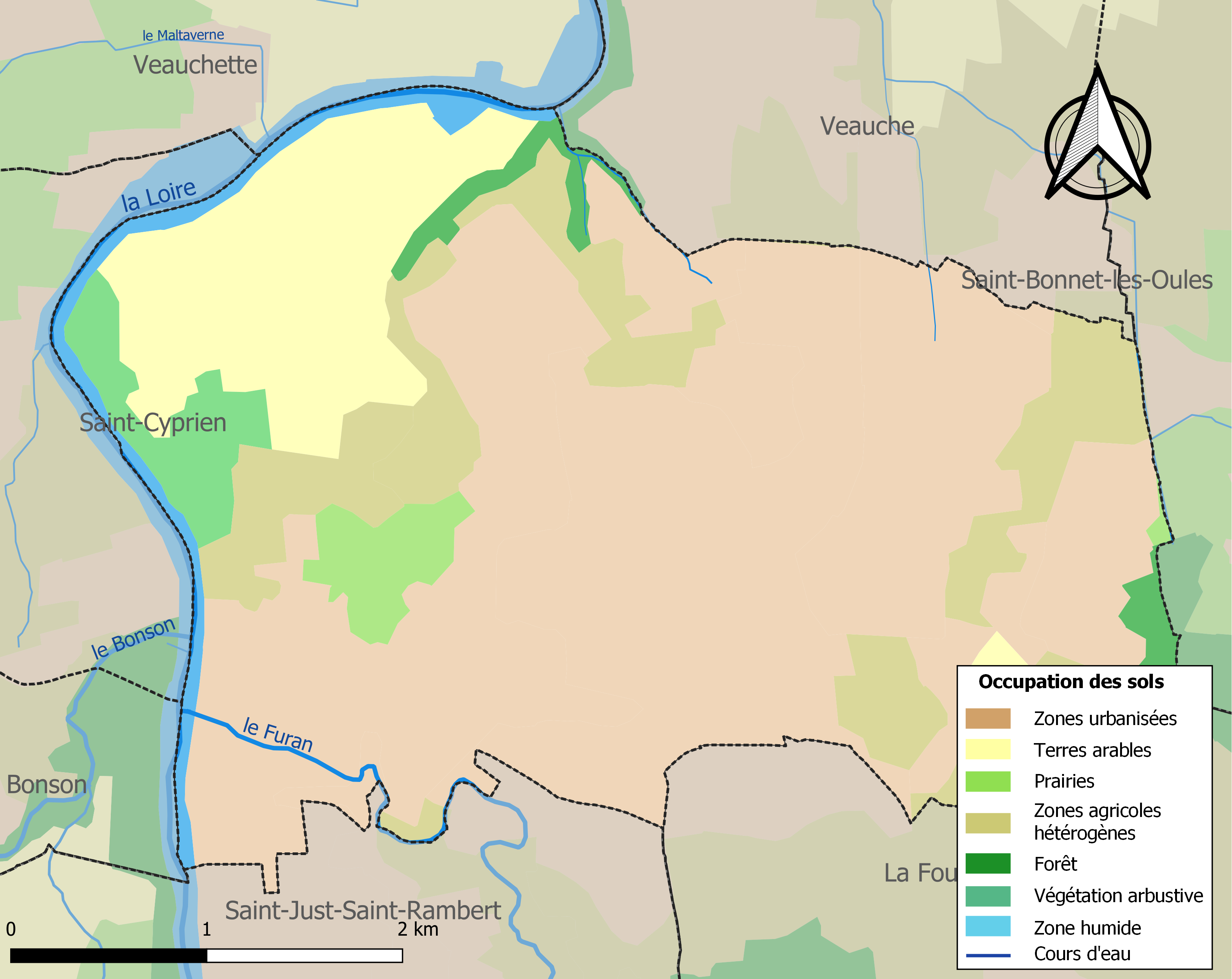
Carte des infrastructures et de l'occupation des sols de la commune en 2018 (CLC).

### Morphologie urbaine
Selon le plan local d'urbanisme (PLU) de la commune, la ville dispose de nombreux atouts : un fort potentiel d'emploi et des possibilités importantes d'accueil qui font de la commune le cœur du développement économique de la plaine du Forez ; un haut niveau d'équipements de services qui rayonnent largement au-delà de la ville ; de grands espaces plats, attractifs pour les grandes entreprises ; un territoire bien desservi avec une autoroute, deux gares et un aéroport ; des centres-bourgs jouant le rôle de pôles de proximité animés ; de grands logements, un parc social et un taux de vacance faible ; des atouts naturels et paysagers avec des potentialités de loisirs sur les bords de Loire ; des éléments de patrimoine architecturale remarquable (château de Bouthéon) et un habitat traditionnel de caractère (bâti ordonnancé et murs dans les bourgs, maisons de maître avec parc, etc.).
La commune présente également des faiblesses : un territoire éclaté en différents lieux avec des effets de coupure par les infrastructures ; d’anciennes zones d’activités peu qualifiées ; un quartier prioritaire d’habitat social de 3 000 habitants (La Chapelle) non directement relié au centre ; un tissu pavillonnaire éclaté et banalisé ; une consommation d’espaces par l'habitat sans beaucoup plus de disponibilités en raison des espaces d’activités ; des fragilités liées aux espaces inondables en bords de Loire ; une faible activité agricole.

### Logement
En 2014, le nombre total de logements dans la commune était de 4 227, alors qu'il était de 4 023 en 2009.
Parmi ces logements, 93,3 % étaient des résidences principales, 1,0 % des résidences secondaires et 5,7 % des logements vacants. Ces logements étaient pour 46,2 % d'entre eux des maisons individuelles et pour 53,0 % des appartements.
|                                                  | 1968  | 1975  | 1982  | 1990  | 1999  | 2009  | 2013  | 2014  |
| ------------------------------------------------ | ----- | ----- | ----- | ----- | ----- | ----- | ----- | ----- |
| Ensemble                                         | 1 648 | 2 694 | 3 194 | 3 437 | 3 580 | 4 023 | 4 194 | 4 227 |
| Résidences principales                           | 1 334 | 2 421 | 2 815 | 3 104 | 3 249 | 3 773 | 3 913 | 3 944 |
| Résidences secondaires et logements occasionnels | 237   | 157   | 155   | 150   | 103   | 56    | 44    | 44    |
| Logements vacants                                | 77    | 116   | 224   | 183   | 228   | 194   | 237   | 239   |

La proportion des résidences principales, propriétés de leurs occupants, était de 52,4 %, en légère hausse par rapport à 2009 (50,6 %). La part de logements HLM loués vides diminue (24,6 % contre 26,5 % en 2009) en suivant la baisse de leur nombre (passé de 1000 à 971).
Sur les 3 944 résidences principales occupées en 2014, 472 ménages, soit 12,0 %, vivent à Andrézieux-Bouthéon depuis moins de deux ans, 797 ménages, soit 20,2 %, vivent ici depuis deux à quatre ans, 803 ménages, soit 20,4 %, vivent dans cette commune depuis cinq à neuf ans, et 1 873 ménages, soit 47,5 %, vivent à Andrézieux-Bouthéon depuis dix ans ou plus.
La proportion des résidences principales, propriétés de leurs occupants était de 52,4 %, en légère augmentation par rapport à 2009 (50,6 %) et 1,7 % des habitants étaient logés gratuitement.

### Voies de communication et transport

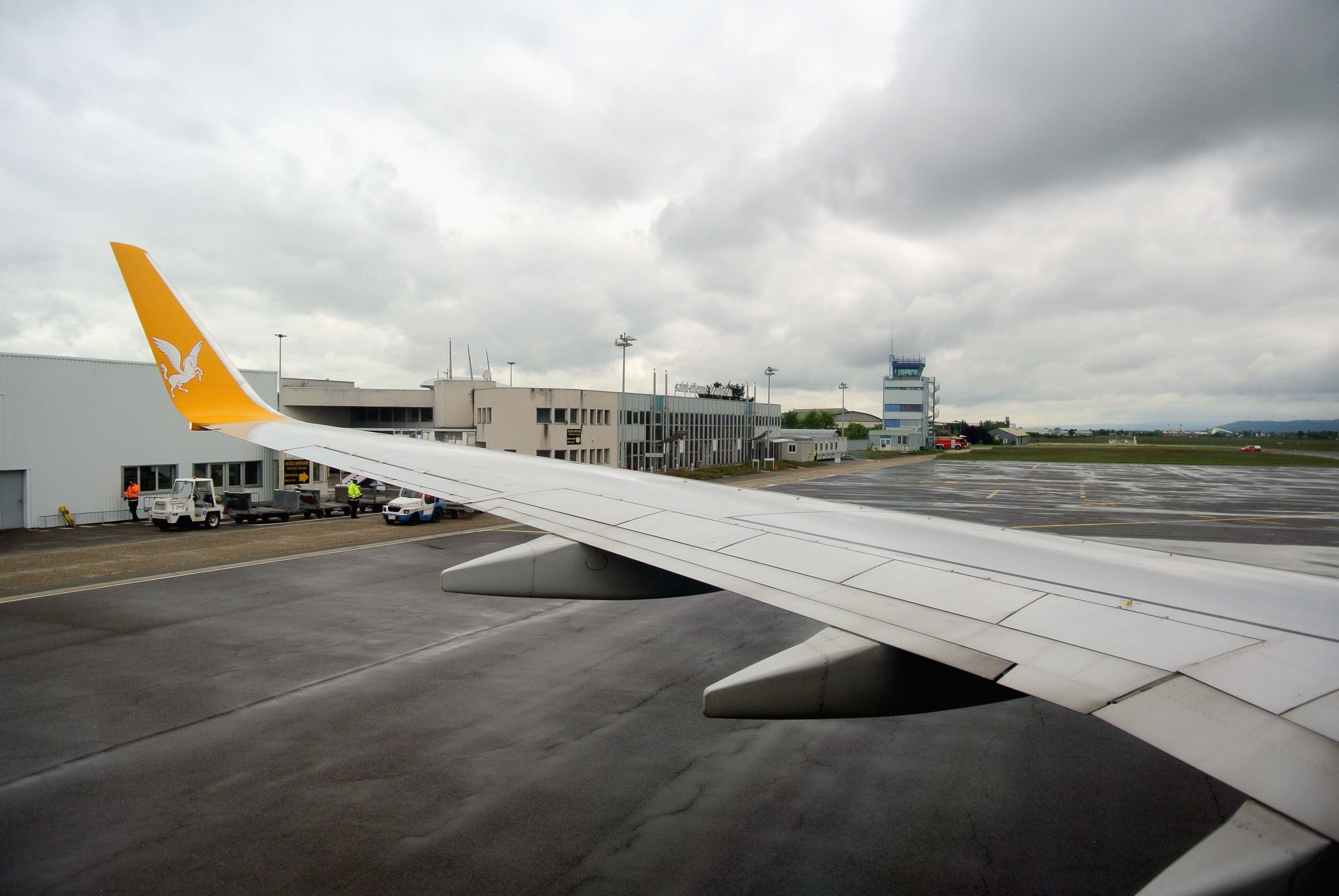
Tarmac de l'Aéroport de Saint-Étienne - Bouthéon.

#### Autoroute et Routes principales
- A72 : vers Saint-Étienne au sud-est et vers Roanne, Montbrison et Clermont-Ferrand au nord.
- RD 498 : vers Bonson à l'ouest.
- RD 1082 : vers Saint-Étienne au sud-est et Veauche au nord.
- RD 12
- RD 100

#### Transport aérien
L'Aéroport de Saint-Étienne a été créé en 1962 sur le site de l'ancien aérodrome de Bouthéon.
Après s'être appelé Aéroport de Saint-Étienne-Bouthéon, il s'appelle désormais Aéroport de Saint-Étienne-Loire.

#### Transports ferroviaires
Deux gares sont situées sur le territoire communal : la gare d'Andrézieux desservie par les TER de la ligne Saint-Étienne - Montbrison et la gare de Bouthéon desservie par la ligne Saint-Étienne - Roanne.

#### Transport urbain
La ville est desservie par les lignes de bus 37, 39, C1 et C2 de la STAS, ainsi que par les lignes L10, L11 et L15 des Cars Région Loire.

### Risques naturels et technologiques
Selon le plan local d'urbanisme de la commune, Andrézieux-Bouthéon est concernée par deux risques naturels majeurs :
- l'inondation (du fait de la présence de la Loire et du Furan),
- le mouvement de terrain (du fait de la nature argileuse de son sol).

La commune est également concernée par trois risques technologiques majeurs :
- la rupture de barrage (Grangent sur la Loire, Gouffre d'Enfer et Pas-du-Riot sur le Furan),
- les installations industrielles (l'entreprise SNF Floerger est un site classé Seveso seuil haut),
- le transport des matières dangereuses par route (les principaux axes de communication supportent un important trafic de poids-lourds) et par canalisation (ouvrages de transport de gaz).

## Toponymie
Côté Bouthéon, au XIIe siècle, on retrouve les mentions Botheonem en 1115 et Ecclesia de Boteone en 1183. Au XIIIe siècle, castrum de Boteon en 1224 et Ecclesia de Botheone. Ce toponyme pourrait venir de Bodedunum, Bode se rapportant à un nom propre gaulois et -dunum à « forteresse » ou « colline ».
Côté Andrézieux, on trouve la mention Undresiacum (variante Ondresiacum) en 984, Villa Andriaci (variante Andrisiaci) au XIe siècle, Villa de Andrayseu et Villa de Undraiceu en 1224, et  Andreisacus en 1337, autant de termes pouvant évoquer un « domaine d'André », le suffixe -acum renvoyant à la « propriété ».

## Histoire
Une occupation, ou au moins une fréquentation humaine, est attestée de manière continue depuis le Néolithique sur la commune d'Andrézieux-Bouthéon, notamment sur les bords du fleuve Loire, entre les anciens ports d'Andrézieux et de Bouthéon.

### Préhistoire
Sur plusieurs sites de la zone des bords de Loire d'Andrézieux-Bouthéon, la présence de silex, généralement des éclats ou des fragments de lame, témoigne d'une présence humaine au Néolithique.
De plus, des indices d'un habitat de l'Âge du bronze ancien (vers 2000 av. J.-C.) ont été découverts au lieu-dit Les Chaninats à Bouthéon.

### Antiquité

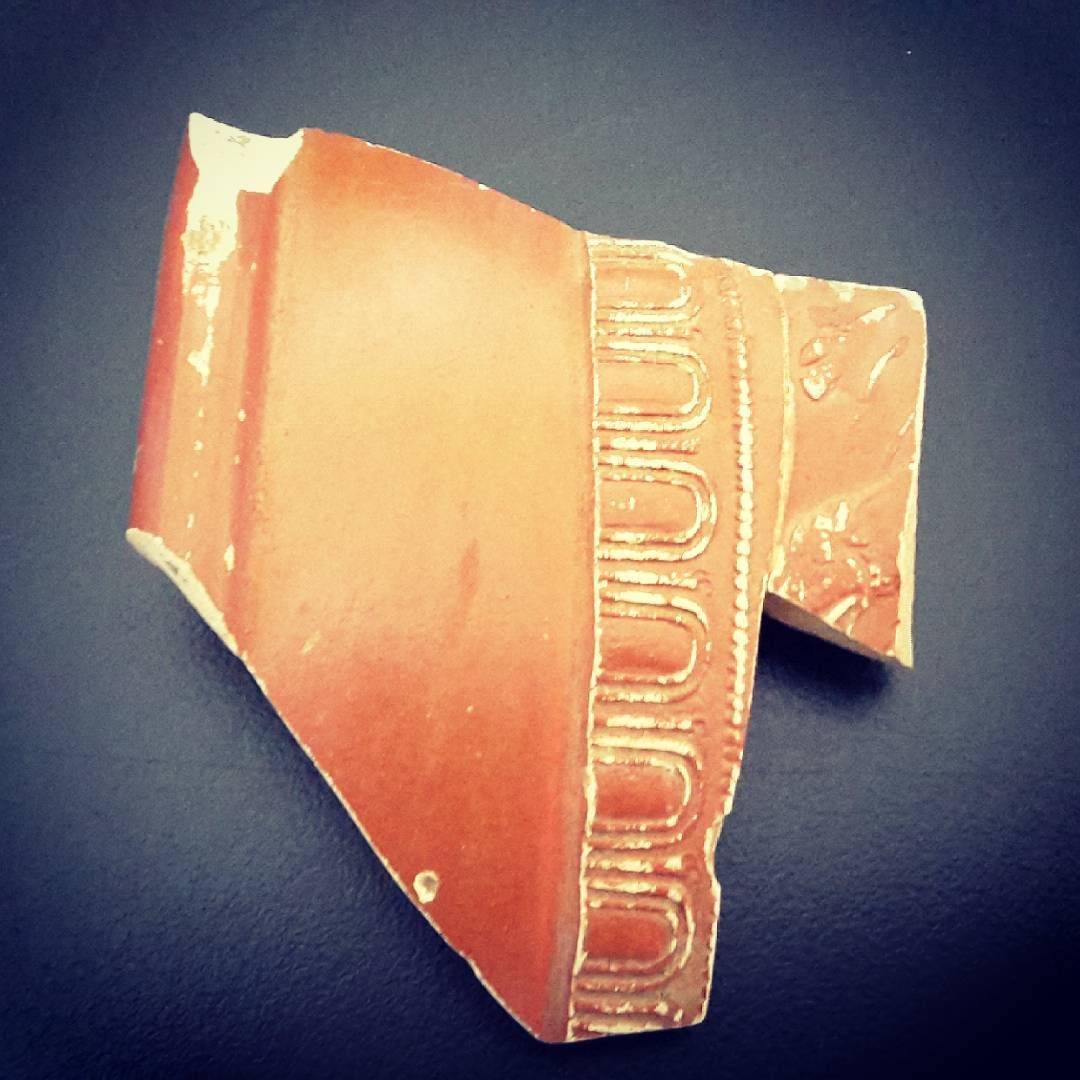
Sigillée trouvée sur la commune.

Andrézieux-Bouthéon se trouve sur l'ancien territoire du peuple gaulois des Ségusiaves.
Plusieurs sites gallo-romains ont été identifiés sur la commune dont six ont pu être datés du IIe siècle de notre ère grâce à la présence de fragments de céramique sigillée, aux formes et aux décors caractéristiques.

### Moyen Âge et Époque moderne
Andrézieux et Bouthéon dépendaient du Comté de Forez qui fut rattaché au domaine royal en 1531 avec toutes les autres possessions du connétable Charles III de Bourbon.
La première mention écrite de Bouthéon date de 1115 et plus précisément de l'acte primordial de la fondation du prieuré des religieuses de Beaulieu en Roannois autorisé et amplifié par le comte de Forez, Guy Ier : datum apud Botheonem anno Domini millefimo centefimo decimo quinto.

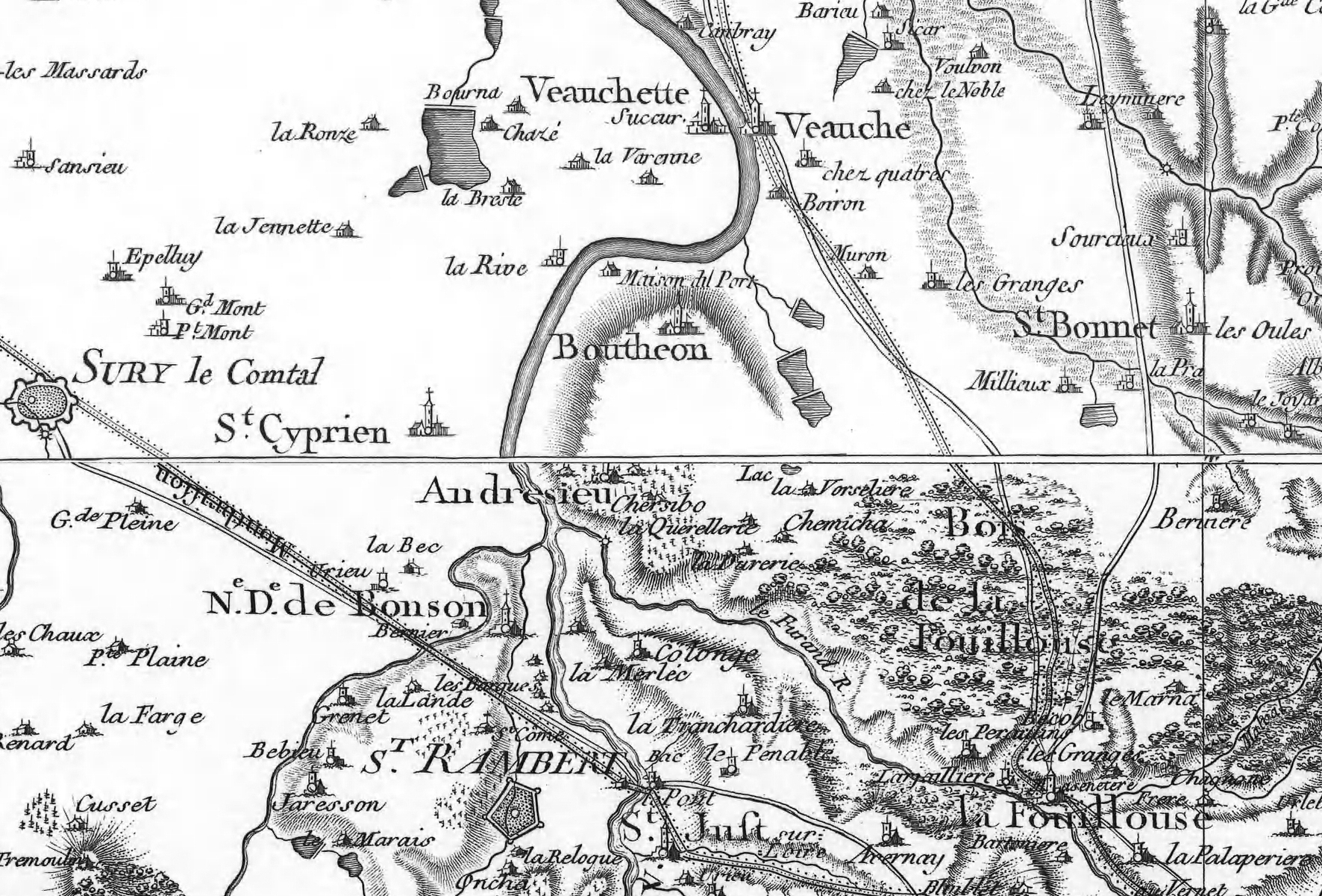
Andrézieux et Bouthéon sur la carte de Cassini.

L'église de Bouthéon (ecclesiam de Boteone) est donnée pour possession de l'abbaye de l'Ile-Barbe en 1183. Elle dépend alors de l'archiprêtré de Jarez.
Village médiéval, l'histoire de Bouthéon est fortement liée à celle de son château, cité en 1224 en tant que castrum de Boteon appartenant aux comtes du Forez. La seigneurie de Bouthéon et son château furent par la suite propriété des familles de Reveux, de Châlus, de Joyeuse, de La Fayette, de Bourbon (avec Jean, Mathieu, Suzanne et Charles), de Gadagne puis Gadagne d'Hostun.

### Époque contemporaine

#### Andrézieux
Jusqu'au début du XIXe siècle, Andrézieux n'était qu'un hameau situé à la confluence de la Loire et du Furan. Rattaché à la commune de Saint-Cyprien de 1798 à 1823 puis à Bouthéon de 1823 à 1830, Andrézieux pris le statut de commune en 1830. Son indépendance et son développement sont liés au transport du charbon sur la Loire, à la création du chemin de fer puis à l'essor industriel de la fin du XIXe siècle.
En effet, c'est à Andrézieux que fut construite la ligne Saint-Étienne - Andrézieux, qui fut la première ligne de chemin de fer en France et en Europe continentale, ralliant les mines de Saint-Étienne au port fluvial d'Andrézieux.
À la fin du XVIIIe siècle, le port d'Andrézieux est aménagé comme annexe à celui de Saint-Just-sur-Loire qui devenait alors trop petit pour absorber la demande grandissante de transport de charbon extrait des mines de Firminy, Roche-la-Molière et Saint-Étienne. Ce charbon était embarqué à bord de bateaux à fond plat appelés rambertes le transportant plus au nord par la Loire. Avec la création, en 1813, d'une route au nord de Saint-Étienne et passant par La Fouillouse, c'est tout le charbon du secteur stéphanois qui arrive désormais au port d'Andrézieux, au détriment de Saint-Just. Pour rendre ce transport plus efficace, la compagnie du chemin de fer de Saint-Étienne à la Loire construisit la première ligne de chemin de fer du pays. Les wagons étaient alors tirés par des chevaux. La construction de cette ligne commença en 1825, et le premier transport officiel de marchandises eut lieu vers le 30 juin 1827. Cependant, la ville d'Andrézieux rappelle cet événement à une date légèrement antérieure correspondant à une étape de la mise en service, par l'odonyme Rue du 18-Juin-1827. Une allée d’Andrézieux située à Paris rappelle elle aussi cet événement. À Andrézieux, rue Charles de Gaulle, une fresque murale de 81 m2 a été réalisée en 1994 et illustre cette première ligne et le chargement du charbon sur les rambertes.
Le 1er mars 1832, les voyageurs purent à leur tour emprunter cette voie ferrée à l'aide de voiture rail-route mais toujours avec des chevaux comme force de traction. Il faut attendre les années 1837-1844 pour que les premières locomotives arrivent sur cette ligne, après renforcement de la voie.
La troisième ligne de France, allant d'Andrézieux à Roanne (Le Coteau), fut construite à partir de 1829 et exploitée à partir de 1833 par la Compagnie du chemin de fer de la Loire.
Grâce au chemin de fer, au fleuve Loire et son affluent le Furan, Andrézieux vit se développer l'industrie (textile, matériaux de construction, verrerie, etc.) mais aussi la villégiature : guinguettes et belles demeures se développèrent jusqu'au milieu du XXe siècle.

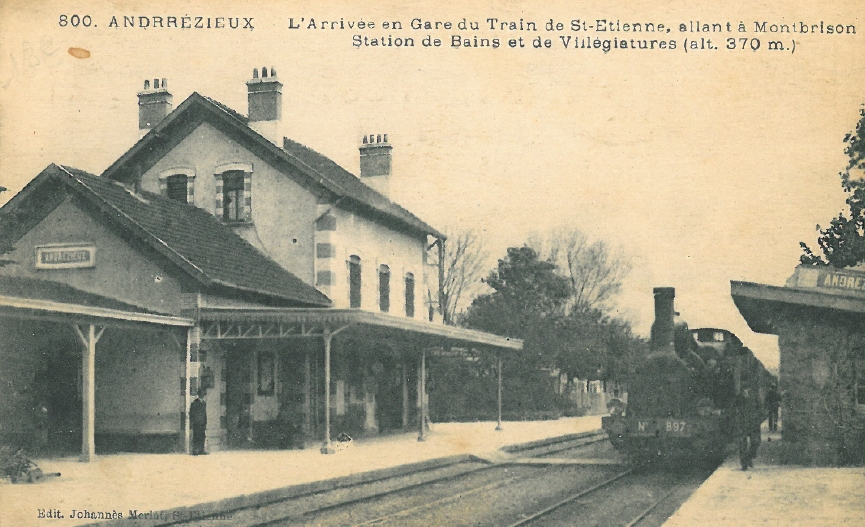
Gare d'Andrézieux, station de bains et de villégiatures.
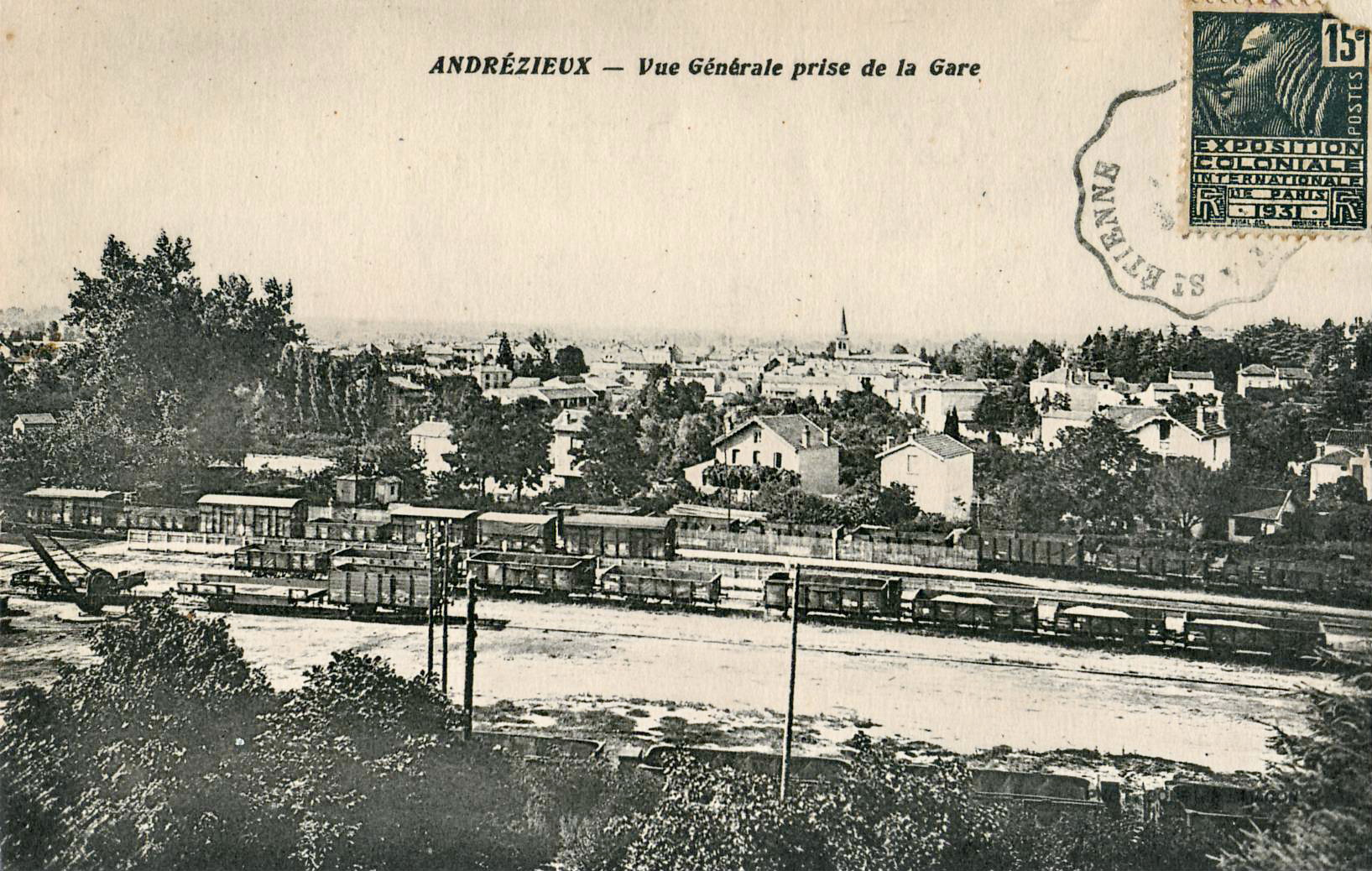
Vue sur Andrézieux, au début des années 1930.
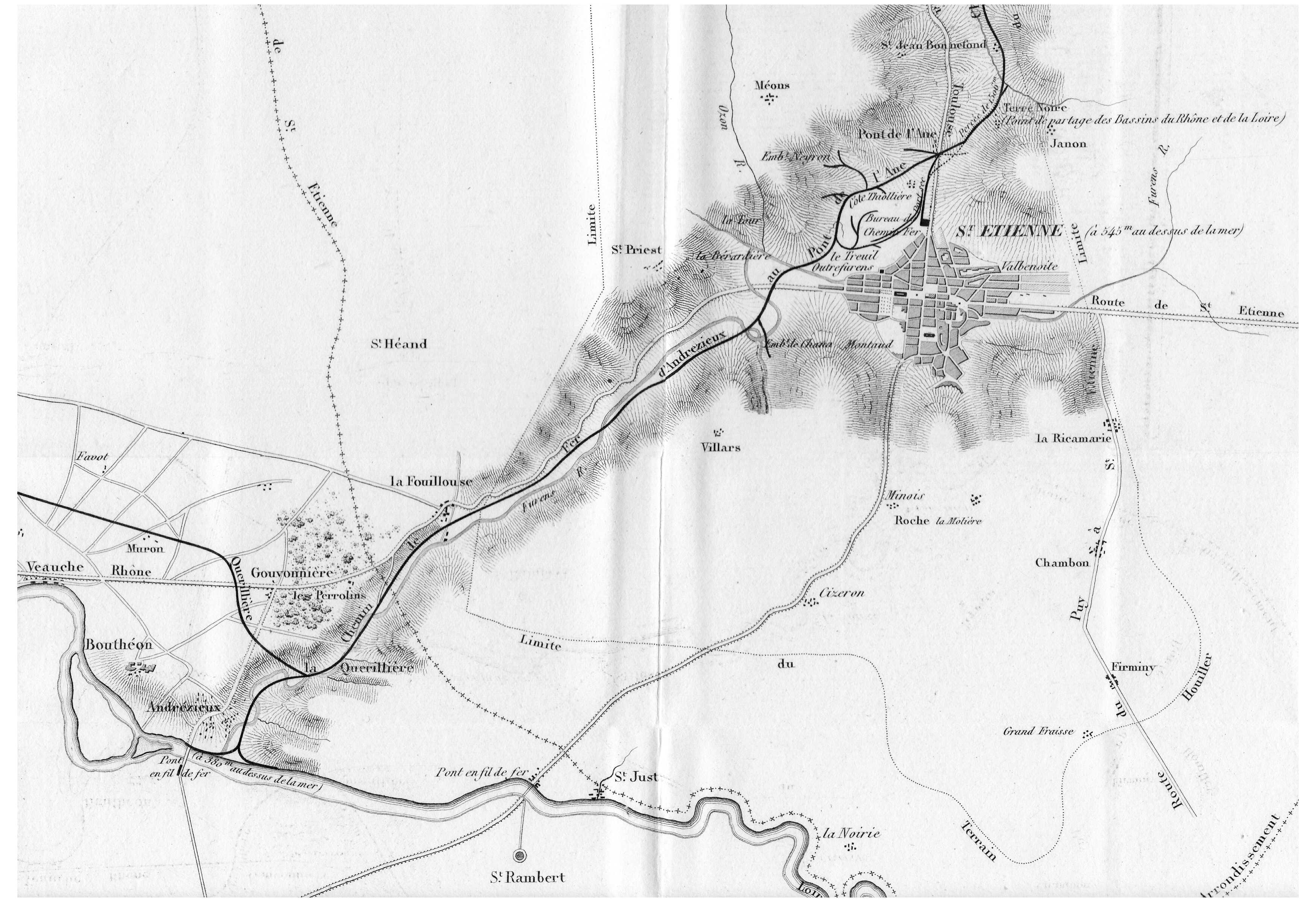
Carte du chemin de fer Saint-Étienne - Andrézieux (1837).
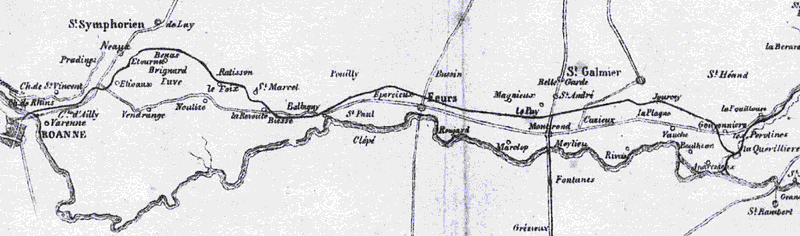
Carte du chemin de fer Andrézieux - Le Coteau/Roanne (1833).

#### Bouthéon
Village agricole, Bouthéon dispose de terres très fertiles sur les bords du fleuve Loire (les Chambons) où se cultivaient notamment légumes et chanvre. Ce chanvre était utilisé, entre autres, pour le cordage des mariniers de la Loire : amarrage et halage des rambertes.
Bouthéon possédait également un port fluvial où des marchandises pouvaient être chargées (une commande pour un embarquement de 106 tonneaux de vin, sur deux ou trois rambertes, est attestée par un document de 1723).

#### Depuis la fusion
La ville nouvelle d'Andrézieux-Bouthéon a été créée par décret ministériel du 18 janvier 1965. La fusion entre Andrézieux (canton de Saint-Rambert, 2 575 habitants et 438 hectares) et Bouthéon (canton de Saint-Galmier, 956 habitants et 1 190 hectares) fut effective le 28 février 1965.

Cette union permis la création d'une zone industrielle de 120 hectares et d'une zone d'habitation (quartier de la Chapelle), qui se voulaient le point de départ d'un important développement économique et commercial de la ville.

## Politique et administration

### Découpage territorial
Depuis le 1er janvier 2013, la commune d'Andrézieux-Bouthéon est membre de l'intercommunalité Saint-Etienne Métropole, un établissement public de coopération intercommunale (EPCI) à fiscalité propre créé le 1er janvier 2001 dont le siège est à Saint-Étienne. Ce dernier est par ailleurs membre d'autres groupements intercommunaux.
Sur le plan administratif, elle est rattachée à l'arrondissement de Saint-Étienne (depuis le 1er janvier 2017), à la circonscription administrative de l'État de la Loire et à la région Auvergne-Rhône-Alpes.
Sur le plan électoral, elle dépend du canton d'Andrézieux-Bouthéon pour l'élection des conseillers départementaux, depuis le redécoupage cantonal de 2014 entré en vigueur en 2015, et de la sixième circonscription de la Loire  pour les élections législatives, depuis le dernier découpage électoral de 2010.
Andrézieux-Bouthéon relève du tribunal d'instance et du conseil de prud'hommes de Montbrison, du tribunal de grande instance, du tribunal pour enfants et du tribunal de commerce de Saint-Étienne, de la Cour d'appel de Lyon, du tribunal administratif de Lyon et de la cour administrative d'appel de Lyon.

### Administration municipale
Le conseil municipal d'Andrézieux-Bouthéon comprend 29 membres dont le maire et ses adjoints.
La commune dispose d'un centre communal d'action sociale.
Des « commissions de quartiers » ont été instaurés en 2010 pour faciliter les échanges entre la municipalité et la population. La commune a été découpée en quatre quartiers ayant chacune sa commission : Andrézieux bourg, la Chapelle, Bouthéon bourg et Bouthéon aéroport.

### Liste des maires
| Période      | Période      | Identité           | Étiquette    | Qualité |
| ------------ | ------------ | ------------------ | ------------ | --- |
| 1965         | 1971         | Pierre Desgranges  | ex-RPF       | Industriel Député de la Loire (1951 → 1955)                                                                    |
| 1971         | 1983         | Marcel Sicre       |              | Ingénieur commercial des mines                                                                                 |
| 1983         | 1995         | François Mazoyer   | UDF          | Principal de collège Conseiller général de Saint-Galmier (1994 → 1995) Décédé en fonction                      |
| juin 1995    | 1998         | Annie Mazoyer      |              | Professeure d'allemand, épouse de François Mazoyer                                                             |
| 1998         | juillet 2020 | Jean-Claude Schalk | UDF puis DVD | Cadre retraité d’une grande société de travaux publics Vice-président de Saint-Étienne Métropole (2014 → 2020) |
| juillet 2020 | En cours     | François Driol     | DVC          | Retraité cadre territorial et colonel Sapeurs-pompiers Vice-président de Saint-Étienne Métropole (2020 → )     |

### Politique de développement durable

#### Agenda 21
Andrézieux-Bouthéon a engagé une politique de développement durable en lançant une démarche d'Agenda 21 en 2010,. En 2013, la ville obtient, pour trois ans, le label Agenda 21 local France décerné par le ministère de l'Écologie, du Développement durable et de l'Énergie.

#### Anciennes gravières

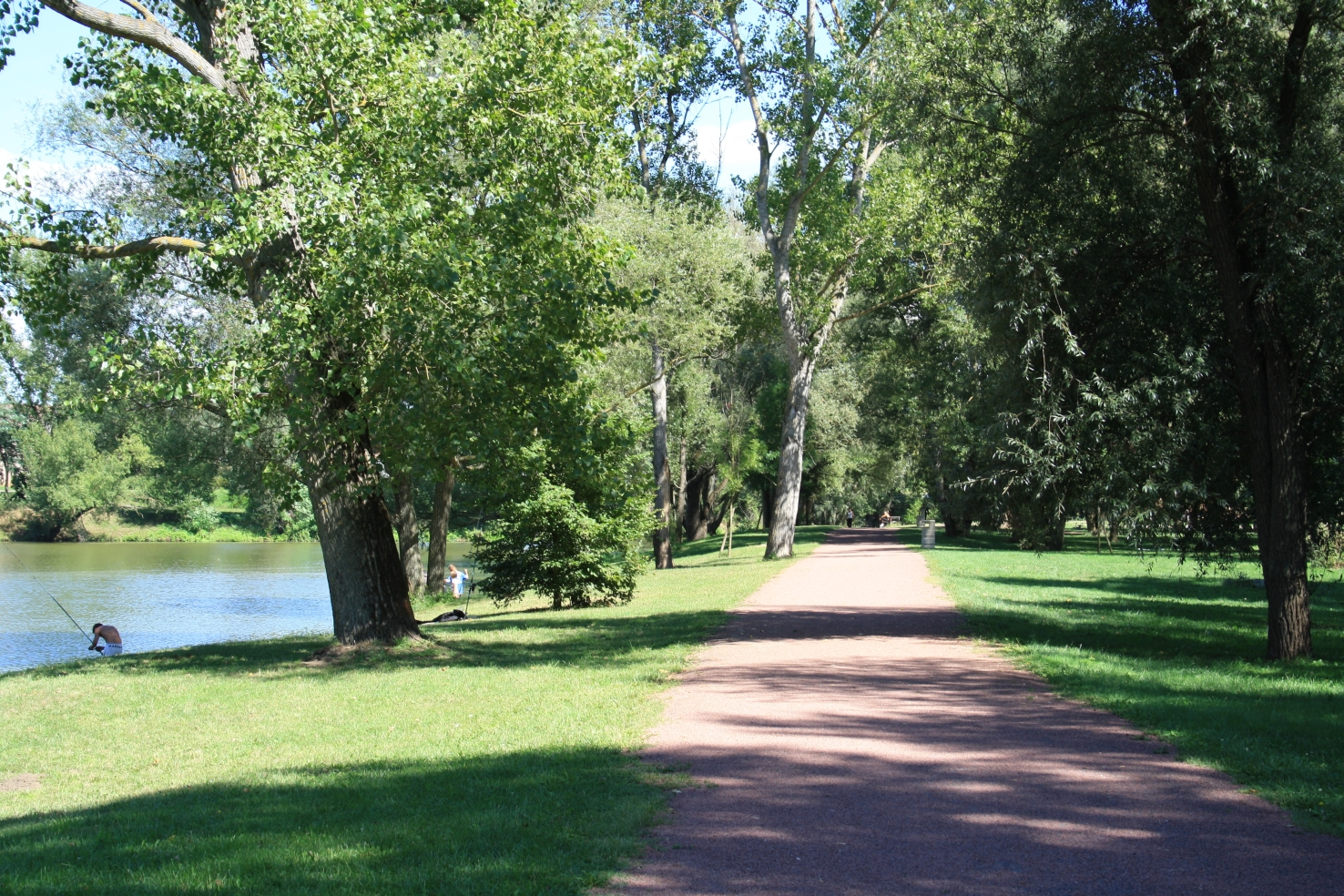
Parc des bords de Loire.

Près du fleuve, dans le parc de loisirs des bords de Loire, d'anciennes gravières ont été réhabilitées par la commune en étangs de pêche et leur gestion confiée à la société de pêche locale.

#### Déchets
La gestion des déchets est assurée par Saint-Étienne Métropole. Le ramassage des ordures ménagères a lieu toutes les semaines en porte-à-porte. Le tri sélectif est instauré sur les quartiers d'Andrézieux et de Bouthéon par des bacs à tri sélectifs ramassés tous les quinze jours, en porte-à-porte également. Pour le quartier de La Chapelle, un projet de conteneurs enterrés doit aboutir en janvier 2017. Des conteneurs pour la collecte du verre ou des vêtements sont répartis sur le territoire communal. Andrézieux-Bouthéon possède également une des déchetteries intercommunales.
À noter que la ville accueille un centre de prétraitement du verre.

#### Eau et assainissement
Deux ouvrages de prélèvement d'eau utilisés pour la production d'eau potable se trouvent sur le territoire de la commune : une prise dans le fleuve Loire au lieu-dit « Le Bas Chirat », propriété du syndicat de production d'eau potable du Sud de la Plaine du Forez (SIPROFORS), et un captage au lieu-dit « Les Baumes », utilisé par la commune de Veauche.
Une station de traitement des eaux usées se trouve sur la commune. Elle est gérée par le syndicat mixte des Trois Ponts. Outre Andrézieux-Bouthéon, cette station traite les eaux de Saint-Just-Saint-Rambert, de Bonson, ainsi que certains effluents de La Fouillouse et Veauche.
Veolia Eau assure, depuis le 1er janvier 2011, l’exploitation du service de distribution d’eau potable pour le compte du SIPROFORS et, depuis le 1er décembre 2012, l’exploitation du service d’assainissement collectif pour le compte du syndicat mixte des Trois Ponts.

#### Énergie
La centrale nucléaire la plus proche est celle de Saint-Alban (41 km). La centrale hydroélectrique la plus proche est celle du Barrage de Grangent (8 km).
En 2009, la ville inaugure une chaufferie au bois de 6 MW assurant le chauffage de 1 000 logements et d'une dizaine de bâtiments publics dont des écoles, le collège, le lycée et des gymnases.
Par ailleurs, la commune développe l'énergie solaire en installant des chauffe-eau solaires sur plusieurs bâtiments sportifs ou pour les vestiaires du centre technique municipal ; 1 500 m2 de panneaux photovoltaïques sont également posés sur trois bâtiments scolaires,.

#### Espaces verts et fleurissement
En 2016, la commune de Andrézieux-Bouthéon bénéficie du label « ville fleurie » avec « 3 fleurs » attribuées par le Conseil national des villes et villages fleuris de France au « concours des villes et villages fleuris ».

### Finances locales
En 2015, le budget global de la commune était de 31 107 000 €, dont 22 073 000 € de fonctionnement et 9 034 000 € d'investissement. Cela représentait 3 110 € par habitant, un nombre plus d'une fois et demi supérieur à la moyenne de la strate (1 806 € par habitant). Les dépenses s'élevaient à 28 230 000 €, réparties en 16 096 000 € de fonctionnement et 121 340 000 € d'investissement.
Le budget a plutôt augmenté ces dernières années, variant de 24 468 000 € en 2000 à 31 107 000 € en 2015, avec un maximum de 35 405 000 € en 2013 et un minimum de 21 215 000 € en 2005.
La dette de la commune est de 5 966 000 € en 2015, soit 596 € par habitant, un nombre inférieur à la moyenne de la strate (944 € par habitant). La dette a été divisée par près de cinq en quinze ans puisqu'elle était de 28 586 000 € en 2000.
La capacité d'autofinancement (CAF) de la commune est de 6 622 000 € en 2015, soit 662 € par habitant, un nombre trois fois et demi supérieur à la moyenne de la strate (183 € par habitant). La CAF varie beaucoup d'année en année, avec un maximum de 12 263 000 € en 2013 et un minimum de 3 613 000 € en 2001.
|                      | 2000 | 2001 | 2002 | 2003 | 2004 | 2005 | 2006 | 2007 | 2008 | 2009 | 2010 | 2011 | 2012 | 2013 | 2014 | 2015 |
| -------------------- | ---- | ---- | ---- | ---- | ---- | ---- | ---- | ---- | ---- | ---- | ---- | ---- | ---- | ---- | ---- | ---- |
| Andrézieux-Bouthéon  | 485  | 387  | 656  | 565  | 522  | 516  | 569  | 823  | 442  | 519  | 628  | 700  | 620  | 1240 | 593  | 662  |
| Moyenne de la strate | 159  | 159  | 168  | 186  | 163  | 168  | 172  | 167  | 155  | 163  | 184  | 200  | 190  | 181  | 168  | 183  |

En 2015, le taux de la taxe d'habitation est de 7,56 %, deux fois inférieur au taux moyen de la strate (15,98 %), celui de la taxe foncière sur le bâti est de 15,56 %, inférieur de près de 7 points au taux moyen de la strate (22,48%), et celui de la taxe foncière sur le non bâti est de 32,54 %, inférieur de plus de 26 points au taux moyen de la strate (59,11 %). Ces taux sont inférieurs à ceux des trois années précédentes. Depuis 2013, le maire, Jean-Claude Schalk, fait baisser de deux points chaque année les taux des impôts locaux.

### Jumelages
Andrézieux-Bouthéon est jumelée avec :
- Neu-Isenburg (Allemagne) depuis 1982, en partenariat avec la commune de Veauche depuis 1969[71] ;
- Maia (Portugal) depuis 2002 ;
- Chiusi (Italie) depuis 2006 ;
- Soham (Royaume-Uni) depuis 2006.

## Population et société

### Gentilé
Le nom désignant les habitants de la commune est Andréziens Bouthéonais.

### Démographie

#### Évolution démographique d'Andrézieux (1836-1962) puis d'Andrézieux-Bouthéon
L'évolution du nombre d'habitants est connue à travers les recensements de la population effectués dans la commune depuis 1836. Pour les communes de moins de 10 000 habitants, une enquête de recensement portant sur toute la population est réalisée tous les cinq ans, les populations de référence des années intermédiaires étant quant à elles estimées par interpolation ou extrapolation. Pour la commune, le premier recensement exhaustif entrant dans le cadre du nouveau dispositif a été réalisé en 2008.

En 2022, la commune comptait 10 312 habitants, en évolution de +4,81 % par rapport à 2016 (Loire : +1,32 %, France hors Mayotte : +2,11 %).
| 1836 | 1841 | 1846 | 1851  | 1856 | 1861  | 1866  | 1872 | 1876 |
| ---- | ---- | ---- | ----- | ---- | ----- | ----- | ---- | ---- |
| 663  | 726  | 966  | 1 005 | 925  | 1 008 | 1 112 | 832  | 902  |

| 1881  | 1886  | 1891  | 1896  | 1901  | 1906  | 1911  | 1921  | 1926  |
| ----- | ----- | ----- | ----- | ----- | ----- | ----- | ----- | ----- |
| 1 043 | 1 155 | 1 209 | 1 195 | 1 325 | 1 374 | 1 483 | 2 025 | 1 942 |

| 1931  | 1936  | 1946  | 1954  | 1962  | 1968  | 1975  | 1982  | 1990  |
| ----- | ----- | ----- | ----- | ----- | ----- | ----- | ----- | ----- |
| 2 073 | 2 049 | 2 077 | 2 338 | 2 575 | 3 952 | 7 640 | 8 877 | 9 407 |

| 1999  | 2006  | 2008  | 2013  | 2018  | 2022   | - | - | - |
| ----- | ----- | ----- | ----- | ----- | ------ | - | - | - |
| 9 153 | 9 508 | 9 591 | 9 844 | 9 740 | 10 312 | - | - | - |

#### Évolution démographique de Bouthéon (1793-1962)
| 1793 | 1800 | 1806 | 1821 | 1831 | 1836 | 1841 |
| ---- | ---- | ---- | ---- | ---- | ---- | ---- |
| 540  | 538  | 525  | 760  | 734  | 816  | 750  |

| 1846 | 1851 | 1856 | 1861 | 1866 | 1872 | 1876 |
| ---- | ---- | ---- | ---- | ---- | ---- | ---- |
| 840  | 821  | 809  | 828  | 835  | 840  | 910  |

| 1881 | 1886 | 1891 | 1896  | 1901 | 1906 | 1911 |
| ---- | ---- | ---- | ----- | ---- | ---- | ---- |
| 864  | 965  | 980  | 1 002 | 984  | 961  | 912  |

| 1921 | 1926 | 1931 | 1936 | 1946 | 1954 | 1962 |
| ---- | ---- | ---- | ---- | ---- | ---- | ---- |
| 874  | 836  | 875  | 860  | 880  | 932  | 956  |

#### Pyramide des âges
La population de la commune est relativement jeune.
En 2018, le taux de personnes d'un âge inférieur à 30 ans s'élève à 37,4 %, soit au-dessus de la moyenne départementale (35,0 %). À l'inverse, le taux de personnes d'âge supérieur à 60 ans est de 25,7 % la même année, alors qu'il est de 28,4 % au niveau départemental.
En 2018, la commune comptait 4 635 hommes pour 5 105 femmes, soit un taux de 52,41 % de femmes, légèrement supérieur au taux départemental (51,65 %).
Les pyramides des âges de la commune et du département s'établissent comme suit.
| Hommes | Classe d’âge | Femmes |
| ------ | ------------ | ------ |
| 0,6    | 90 ou +      | 1,6    |
| 6,0    | 75-89 ans    | 8,5    |
| 16,1   | 60-74 ans    | 18,3   |
| 18,6   | 45-59 ans    | 18,4   |
| 19,6   | 30-44 ans    | 17,5   |
| 18,6   | 15-29 ans    | 16,3   |
| 20,6   | 0-14 ans     | 19,5   |

| Hommes | Classe d’âge | Femmes |
| ------ | ------------ | ------ |
| 0,8    | 90 ou +      | 2,3    |
| 8      | 75-89 ans    | 11     |
| 17,1   | 60-74 ans    | 18,2   |
| 19,5   | 45-59 ans    | 18,7   |
| 17,5   | 30-44 ans    | 17     |
| 17,9   | 15-29 ans    | 16     |
| 19     | 0-14 ans     | 16,8   |

### Enseignement
Andrézieux-Bouthéon est situé dans l'Académie de Lyon.
La ville compte 5 écoles primaires (dénommées Paul Eluard, Victor Hugo, Louis Pasteur et Arthur Rimbaud pour le public, et Jeanne d'Arc pour le privé), 1 collège (Jacques Prévert), 1 lycée d'enseignement général et technologique (François Mauriac) et 1 lycée professionnel (Pierre Desgranges).

### Santé et services d'urgence
Andrézieux-Bouthéon dispose d'une large offre de soins. En 2014, il a été référencé : 14 médecins généralistes, neuf cabinets dentistes et de nombreux spécialistes (un cardiologue, deux dermatologues, un gynécologue-obstétricien, un médecin ORL, un ophtalmologue, deux orthodontistes, un pédiatre, un psychiatre, un rhumatologue), ainsi que sept cabinets d'infirmiers, six cabinets de kimésithérapeutes, un centre de médecine du travail, deux nutritionnistes, deux cabinets d'orthophonistes, un orthoptiste, cinq cabinets d'ostéopathie, deux pédicures-podologues, deux psychologues, quatre psychothérapeutes, deux sages-femmes, deux sophrologues, deux ambulanciers, trois centres de correction auditive, un centre de radiologie, un laboratoire d'analyses médicales, un laboratoire de prothèses dentaires, deux parapharmacies et trois pharmacies.
L'hôpital public le plus proche (11,5 km) est le centre hospitalier universitaire (CHU) de Saint-Étienne Hôpital Nord, situé à Saint-Priest-en-Jarez. Il est directement accessible par la ligne de bus 37 de la STAS. Côté établissement privé, la clinique du parc se trouve aux abords de l'Hôpital Nord.
La ville accueille l'un des 72 centres d'incendie et de secours du Service départemental d'incendie et de secours de la Loire.
En 2015, 16 défibrillateurs automatiques sont répertoriés à travers la ville : Château de Bouthéon, Complexe d'Animation des Bords de Loire (CABL), Golf des Bords de Loire, agence EOVI, Théâtre du Parc, CASA, Hôtel de ville, police municipale (équipement mobile), Stade Roger Baudras, Centre d'incendie et de secours (équipement mobile), Palais des Sports, Tennis Club, Gymnase Lacoste, Centre Nautique Nautiform, entreprise Lactalis Nestlé Produits Frais, entreprise SNF Floerger.

### Sports

#### Associations sportives
- ABBC Andrézieux-Bouthéon Badminton Club, club de badminton adhérent à la Fédération Française FFBaD. Premier club de la Loire en nombre de licenciés pour la saison 2020-2021. Première école de badminton du département.[réf. nécessaire]
- ALS Basket Andrézieux-Bouthéon, club de basket-ball évoluant en en Championnat de France de basket-ball de Nationale masculine 1 (NM1) pour la saison 2020-2021.
- ASF Andrézieux-Bouthéon, club de football évoluant dans le Championnat de France de football de National 2 (N2) pour la saison 2020-2021.
- AJC (Association des Jeunes Chapellois), club de football évoluant en première division de district pour la saison 2016/2017.
- EFVB (Entente Forézienne de Volley-Ball), club de volley-ball issu de la fusion des clubs de Saint-Galmier, La Fouillouse et Andrézieux-Bouthéon.
- FAC Andrézieux, club d'athlétisme.
- HBSA, club de handball issu de la fusion des clubs de Saint-Étienne et d'Andrézieux-Bouthéon.
- PHENIX, club de gymnastique.
- RCAB, Rugby club d'Andrézieux-Bouthéon évoluant en fédérale 2 depuis 2022.

#### Équipements sportifs et de loisirs
Andrézieux-Bouthéon est équipée de nombreux équipements sportifs pour une ville de 10 000 habitants :
- un Boulodrome couvert : installation consacrée à la pratique de la boule lyonnaise.
- le Centre aquatique et de remise en forme Nautiform : complexe aquatique[86], inauguré en mai 1993, déclaré d’intérêt communautaire depuis 2004, il est géré par Saint-Étienne Métropole depuis 2013. Il comprend : 1 bassin de 25 mètres de long, 15 mètres de large, 6 couloirs de nage aménagés ; dans le prolongement est simulée une rivière à courant longue de 53 mètres ; 1 bassin d’initiation de 60 centimètres de profondeur ; 1 bassin pour bébé de 30 centimètres de profondeur. On y trouve également des bassins extérieurs ; 1 bain à remous ; 1 toboggan de 57 mètres composé de deux anneaux, une ligne droite, se terminant dans un bassin ; 1 centre de remise en forme qui propose une salle de musculation, une salle de cardio fitness ainsi qu’un espace relaxation avec saunas, hammam, bains à remous, douches hydrothérapiques.
- Trois terrains multisports dits city-stades sont répartis dans les trois quartiers de la ville.
- le Complexe sportif des Bullieux : site comprenant notamment une piste d'athlétisme homologuée pour les championnats de France ; un terrain de football en synthétique ; un mur d'escalade en plein air et un parcours de santé.
- l'Espace sportif de la Fabrique : installation sportive comprenant un pétanquodrome, une salle de tennis de table et une salle d'escrime.
- le Golf des Bords de Loire : parcours de Golf 9 trous de type Pitch and Putt.
- quatre gymnases : Lacoste, Pasteur, Bullieux et le gymnase du lycée.
- le Palais des Sports. D'une capacité de 1500 à 2 500 places, cette structure accueille différents évènements sportifs et manifestations d'envergure régionale, nationale ou internationale. Un centre d’hébergement de 60 couchages, agréé Jeunesse et Sport ainsi qu'Éducation Nationale, lui est associé. Chaque week-end, le Palais des Sports accueille des matchs de l’ALS Basket et du Handball Saint-Étienne Andrézieux.
- le Parc des Essarts : installation comprenant une piste cyclable et des terrains de football.
- le Parc des sports des Bullieux. Complexe permettant la pratique du football, de l'athlétisme, du tennis, du rugby.
- l'Envol Stadium. Ce complexe sportive, situé au lieudit de la Gouyonnière, s'étend sur six hectares. Inauguré le 15 mai, il accueille le nouveau stade du club de foot de l'ASF Andrézieux-Bouthéon ainsi que deux terrains annexes. D'une capacité totale de 5 000 places dont 3 000 assises, ce nouvel stade sera aux normes du championnat National avec une possibilité d'extension pour le Ligue 2[87]. Le terrain d'honneur a pour particularité d’être décaissé de près de trois mètres afin que la hauteur des projecteurs ne gêne pas les avions atterrissant sur l’Aéroport de Saint-Étienne-Loire tout proche[88].
- le Stade Roger-Baudras. Depuis la saison 2016-2017, ce stade est destiné au Rugby club d'Andrézieux-Bouthéon (RCAB). Il se compose, d'une part, d'un terrain en herbe, inauguré en 1991, de 106 mètres par 68 mètres, pouvant accueillir 3 000 personnes dont 750 places dans une tribune couverte et, d'autre part, d'un terrain synthétique juxtaposé inauguré an 1996 destiné aux entraînements et aux matchs amicaux, ses dimensions sont de 100 mètres par 60 mètres.

#### Équipements privés
La ville compte également des installations appartenant à des structures privés : deux circuits automobiles (asphalte et terre), une piste de karting, un circuit de moto-cross, un bowling et un complexe de 8 000 m2 consacré au football, au squash et au badminton.

#### Évènements sportifs
La ville accueille chaque année plusieurs évènements, dont :
- Enduro de pêche à la carpe sur les étangs municipaux. Créé en 1988, c'est le plus ancien enduro carpiste de France. De 24 heures à ces débuts, il est monté jusqu'à 120 heures non-stop en l'an 2000 avant de se stabiliser à 96 heures[89].
- Hand'Elite 42 International : tournoi international organisé depuis 2005 par le club Handball Saint-Étienne Andrézieux.
- International de Pétanque des Bords de Loire : créé en 2011 par l'association Pétanque de l'Envol[90].
- Engie Open Métropole 42[91] : tournoi international de tennis féminin doté depuis 2016 de 50,000 dollars et organisé depuis 2011 sous le nom d'Open GDF Suez 42.
- Rallye National du Forez : rallye automobile organisé par l'Association Sportive Automobile du Forez[92] et comptant pour la coupe de France des rallyes.
- Spring Garden Tour. Concours hippique organisé depuis 2013 sur les bords de Loire.
- Tour Loire Forez Pilat[93] : en 2015, pour la 23e édition de cette course cycliste, Andrézieux-Bouthéon est ville-étape[94].
- Tournoi des bords de Loire de Volley-ball : Tournoi de volley en extérieur et sur gazon se déroulant au mois de juillet et organisé par l'EFVB.

#### Anecdotes sportives
La commune a été pressentie pour accueillir, en 2012, le nouveau stade de football de l'ASSE d'une capacité de 50 000 places. Cette hypothèse a été abandonnée dans la mesure où les élus de Saint-Étienne Métropole ont décidé de rénover le stade Geoffroy-Guichard et d'en accroitre la capacité d'accueil, l'ASSE se ralliant in fine à ce projet,.
Dimanche 6 janvier 2019, en 32e de finale de la Coupe de France, le club de football de l'ASF Andrézieux-Bouthéon (National 2) bat les professionnels de l'Olympique de Marseille (Ligue 1) par 2 à 0 au stade Stade Geoffroy-Guichard,,.

### Médias
La commune publie un magazine mensuel d'informations municipales, L'Envol, distribué à tous les foyers andréziens-bouthéonnais. Il est également possible de le consulter sur le site de la ville.
Le journal Le Progrès dispose d'une agence dans la ville et propose une édition quotidienne consacrée au Forez dont une page est consacrée à Andrézieux-Bouthéon. L'édition de Saint-Étienne publie également régulièrement des articles sur la ville.
L'hebdomadaire Le Pays, dans son édition Forez Cœur de Loire (anciennement La Gazette de la Loire), couvre l'actualité d'Andrézieux-Bouthéon.
De 1994 à 2003, la chaîne AB7 Télévision est diffusé sur le réseau câblé d'Andrézieux-Bouthéon. En étendant sa diffusion sur la plaine du Forez, AB7 devient TL7 en 2004. À partir de 2008, la chaîne couvre Saint-Étienne. En 2014, la chaîne quitte ses locaux d'Andrézieux-Bouthéon pour s'installer à Saint-Genest-Lerpt.

## Économie

### Revenus de la population et fiscalité
En 2011, le revenu fiscal médian par ménage était de 26 781 €, ce qui plaçait Andrézieux-Bouthéon au 21 761e rang parmi les 31 886 communes de plus de 49 ménages en métropole.
En 2013, 52,5 % des foyers fiscaux étaient imposables.

### Emploi
En 2013, la population âgée de 15 à 64 ans s'élevait à 6 215 personnes, parmi lesquelles on comptait 70,8 % d'actifs dont 59,6 % ayant un emploi et 11,2 % de chômeurs.
On comptait 10 765 emplois dans la zone d'emploi, contre 10 133 en 2008. Le nombre d'actifs ayant un emploi résidant dans la zone d'emploi étant de 3 736, l'indicateur de concentration d'emploi est de 288,1 %, ce qui signifie que la zone d'emploi offre un peu moins de trois emplois pour un habitant actif.

### Entreprises et commerces

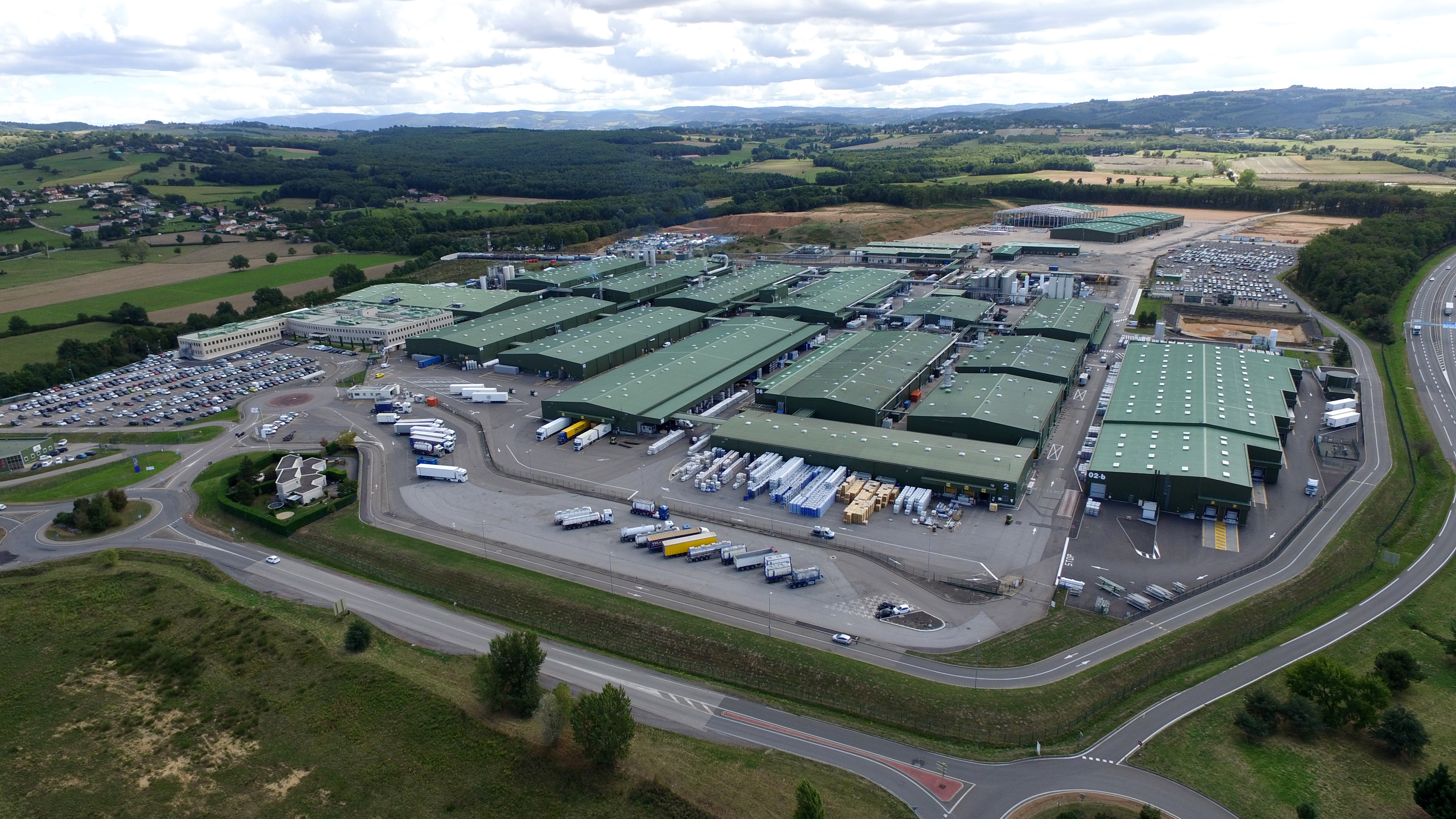
Usine et siège social du groupe SNF.

Au 31 décembre 2014, Andrézieux-Bouthéon comptait 1 321 établissements : 6 dans l’agriculture-sylviculture-pêche, 119 dans l'industrie, 174 dans la construction, 864 dans le commerce-transports-services divers et 158 étaient relatifs à l'administration publique-enseignement-santé-action sociale.
En 2015, 94 entreprises ont été créées à Andrézieux-Bouthéon, dont 55 par des autoentrepreneurs.
Parmi les 32 entreprises réalisant plus de 10 M€ de chiffre d'affaires (hors hypermarchés), on peut citer :
- SNF Floerger, leader mondial des polyacrylamides.
- ZF Bouthéon, un des sites de production de ZF Friedrichshafen, principal fournisseur mondial de techniques de transmission et de châssis.
- Setelen : réseaux électriques et télécommunications repris par Scopelec Revel en 2010[108].
- Thermal : laine d'isolation haute température pour l'industrie[109].
- SPCM : Fabrication de polyacrylamides utilisés dans la production d'eau potable, le traitement des eaux usées, la récupération assistée du pétrole, l'exploitation minière, l'industrie du papier, l'agriculture, l'industrie textile et les cosmétiques.
- HEF Groupe, leader européen dans le secteur de l'ingénierie des surfaces[110].
- Marrel : bennes métalliques[111].
- Outillage de Saint-Étienne : vente itinérante d'outillage[112].
- Cartonnerie de l'Ondaine : carton ondulé[113].
- JDE Peet’s : usine de torréfaction et de conditionnement de café[114].

## Culture locale et patrimoine

### Lieux et monuments

#### Édifices civils

##### La mairie ou Castel Martouret
Il s’agit d’une demeure bourgeoise datant de 1860, sa surface était à l’origine de 1 200 m2.
Le nom de ce castel reprend le nom de son premier propriétaire : Jean Martouret.
Aujourd’hui, cette bâtisse abrite les locaux de la nouvelle mairie, inaugurée en septembre 2001, ainsi que ceux de l’espace Martouret, lieu de rencontre des personnes âgées.
Le Castel a été rénové et une surface de 500 m2 a été ajoutée, ainsi la mairie à l’heure actuelle revêt une surface de 1 800 m2.

##### Lechâteau de Bouthéon

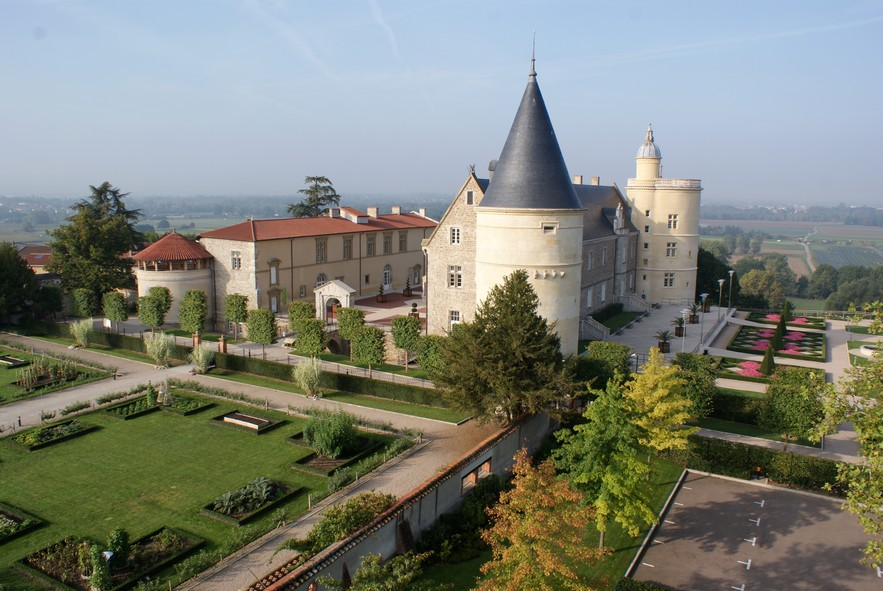
Le Château de Bouthéon.

La présence d'un château à Bouthéon est attesté depuis le XIIIe siècle. Au fil du temps, l'architecture de ce monument a fortement évolué pour s'adapter aux goûts des différents propriétaires et à la mode de leur époque. Il fut notamment habité par Gilbert III Motier de La Fayette et Mathieu de Bourbon au XVe siècle, Guillaume de Gadagne au XVIe siècle, Claude Antoine Praire de Neysieux au XVIIIe siècle et Claude Coignet, riche rubanier stéphanois, à la fin du XIXe siècle.
Propriété de la commune depuis 1995, le domaine du château de Bouthéon est ouvert toute l'année à la visite et à la location pour séminaires et réceptions d'entreprise.
Côté jardin, le parc présente depuis 2006 des animaux domestiques rares et de nombreuses espèces horticoles. Côté cour, dans le château, un centre d'interprétation du Forez se visite depuis 2007. Le centre d'interprétation du Fleuve Loire a ouvert quant à lui en 2010 et présente en aquarium une trentaine d'espèces de poissons ligériens. En 2015, le site a comptabilisé près de 80 000 entrées.
Depuis l'an 2000, chaque année au mois d'octobre, ce site accueille une fête de la Courge et des saveurs d'automne. En 2015, cette manifestation a réuni près de 20 000 visiteurs sur un week-end.

##### Station service Total
Édifice réalisé en 1970 par l'architecte Jean Prouvé et labellisé « Patrimoine du XXe siècle » par le ministère de la Culture, le 3 octobre 2007.

#### Sites et équipements culturels

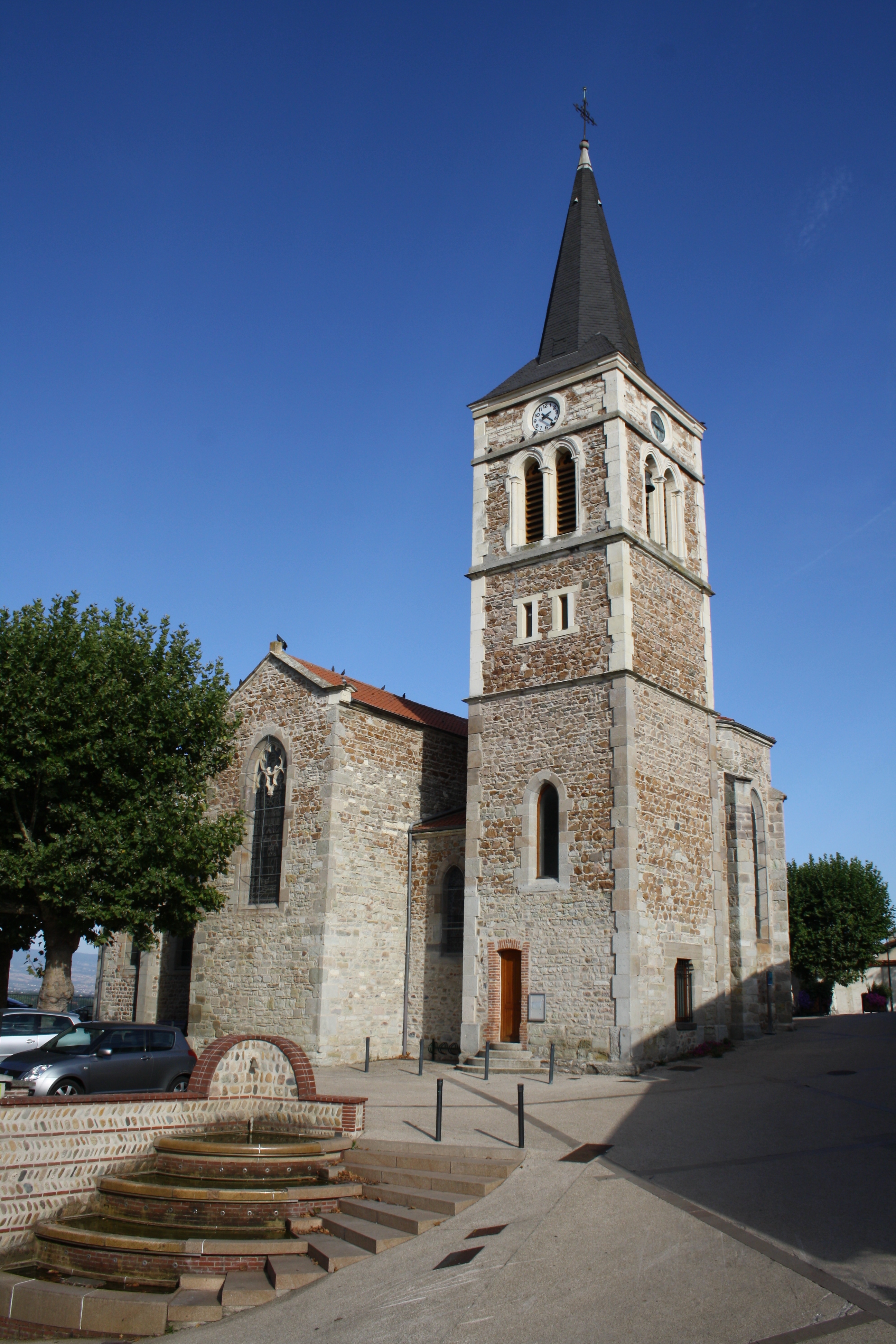
Église Saint-Laurent (Bouthéon).

- L'Atelier des Arts. Établissement municipal d'enseignement des arts plastiques, animé par des artistes locaux.
- CASA. Le Creuset Actif de Solidarité inter-Âges est un établissement municipal consacré à l'échange et aux partages des savoirs entre habitants et entre générations. Il est situé dans l'ancienne mairie d'Andrézieux.
- Le Conservatoire François Mazoyer. Conservatoire municipal à rayonnement communal proposant des cours de musique et de danse.
- La Fabrique. Lieu associatif de résidence d'artistes et d'actions culturelles situé dans une ancienne usine de lacets et de câbles électriques.
- Le Kiosque - Médiathèque. Médiathèque municipale située dans le nouveau quartier des Terrasses, en réseau avec la bibliothèque municipale Gabriel Richard (quartier de Bouthéon) et la bibliothèque associative du quartier d'Andrézieux.
- Le Théâtre du Parc. Salle municipale de spectacle d'une capacité de 360 places. Ouvert en 1991, il est le fruit d’une collaboration avec la Comédie de Saint-Étienne.

#### Édifices et objets religieux
- Église Sainte Agathe (quartier d'Andrézieux), construite au milieu du XIXe siècle.
- Chapelle Sainte Agathe (quartier de la Chapelle). Modeste édifice de 50 m2 qui remonterait au XVIe siècle.
- Église Saint Laurent (quartier de Bouthéon). Construite en 1881 à l'emplacement d'une église du XIIe siècle. Dans la nef, présence d'un bénitier de 1582 inscrit au titre des monuments historiques[118]
- Sculpture de la Madone réalisée par Jean Cardot en 1962 à l'occasion du centenaire de l'église Saint Laurent à Bouthéon.
- Statut de la Vierge Marie (quartier d'Andrézieux) associée au chantier de construction de la première ligne de chemin de fer de France[119].

### Patrimoine naturel
Le territoire d’Andrézieux-Bouthéon est caractérisé par la présence de plusieurs périmètres de protection des milieux naturels.
En effet, quatre zones naturelles d'intérêt écologique, faunistique et floristique recoupent tout ou une partie du territoire communal, à savoir les zones « Contreforts méridionaux des Monts du Lyonnais », « Etang de Lapra », « Fleuve Loire et annexes fluviales de Grangent à Balbigny » et, enfin, la zone « Plaine du Forez » qui couvre l'ensemble de la commune.
De plus, dans le cadre du Réseau Natura 2000, Andrézieux-Bouthéon comprend 112 hectares de la Zone de protection spéciale dite « Plaine du Forez » ainsi que 41 hectares de la Zone spéciale de conservation dite « Milieux alluviaux et aquatiques de la Loire ».

### Personnalités liées à la commune
- Falcon de Bouthéon, archevêque de Lyon de 1139 à 1142.
- Gilbert Motier de La Fayette (1380-1464), maréchal de France et compagnon d'armes de Jeanne d'Arc, se maria au château de Bouthéon en 1423.
- Jean de Bourbon (1413-1485), religieux et noble français, évêque du Puy et abbé de Cluny, fils naturel de Jean Ier, duc de Bourbon. Il serait né au Château de Bouthéon.
- Mathieu de Bourbon (-1505), militaire et noble français, fils naturel de Jean II, duc de Bourbon. Seigneur de Bouthéon, il fit de gros travaux sur le château. La rue où se trouve le château porte son nom.
- Guillaume de Gadagne (1534-1601), militaire et noble français, sénéchal de Lyon, dit Monsieur de Bothéon, propriétaire du château à partir de 1561 dont il fit sa résidence principale. Une rue menant au château porte son nom.
- Louis-Antoine Beaunier (1779-1835), ingénieur et créateur de la première ligne de chemin de fer en France, de Saint-Étienne à Andrézieux. Une rue de la commune porte son nom.
- Alexandre Mauvernay (1810-1898), peintre verrier. Les vitraux de l'église de Bouthéon et de la chapelle du château sortent de ses ateliers.
- Pierre Desgranges (1898-1976), industriel, homme politique français, député de la Loire et maire d'Andrézieux puis d'Andrézieux-Bouthéon. Le lycée professionnel et un boulevard de la ville perpétuent sa mémoire.
- Charles-Gabriel Richard (1901-1985), curé de Bouthéon de 1947 à 1985, poète et écrivain, chevalier de l'ordre des Arts et des Lettres (1971). La bibliothèque municipale du quartier de Bouthéon porte son nom et son portrait est peint sur une salle face au château[127].
- Huguette Bouchardeau (1935-), professeur de philosophie de 1961 à 1970, ministre de l'Environnement, éditrice, a vécu à Andrézieux de 1937 à 1949[128].
- Chantal Montellier (1947-), dessinatrice de presse et de bande dessinée, romancière, est née à Bouthéon (Migalon).
- Patrick Revelli (1951-), footballeur notamment à l'AS Saint-Étienne, entraîneur de l'ASF Andrézieux-Bouthéon, de 1989 à 1995.
- Ragnar Le Breton, humouriste et acteur, a été basketteur semi-pro dans le club de la ville lors de la saison 2007-2008, il habitait alors dans le quartier de la Chapelle[129],[130].
- Sylvain Lévy (1993-), vidéaste connu pour la chaine YouTube Vilebrequin et co-présentateur de Top Gear France, a vécu à Andrézieux jusqu'à ses 19 ans[131].

### Blasonnement
|  | Les armoiries d'Andrézieux-Bouthéon se blasonnent ainsi : D’azur à la barre d’argent, accompagnée d’un avion du même volant dans le sens de la barre en chef et de deux roues dentées d’argent, engrenées en pal en pointe, celle de dessus plus petite ; au dauphin de gueules brochant sur le tout. |

## Pour approfondir